# Союз за краще майбутнє Боснії і Герцеговини
Союз за краще майбутнє Боснії і Герцеговини (босн. Savez za bolju budućnost Bosne i Hercegovine) — правоцентристська політична партія в Боснії і Герцеговині. Партія була заснована у вересні 2009 року Фахрудином Радончичем, власником Dnevni avaz, найбільшої щоденної газети в країні.